# Cephalaria media
Cephalaria media är en tvåhjärtbladig växtart som beskrevs av Dmitrij Litvinov. Cephalaria media ingår i släktet jätteväddar, och familjen Dipsacaceae. Inga underarter finns listade i Catalogue of Life.

## Bildgalleri

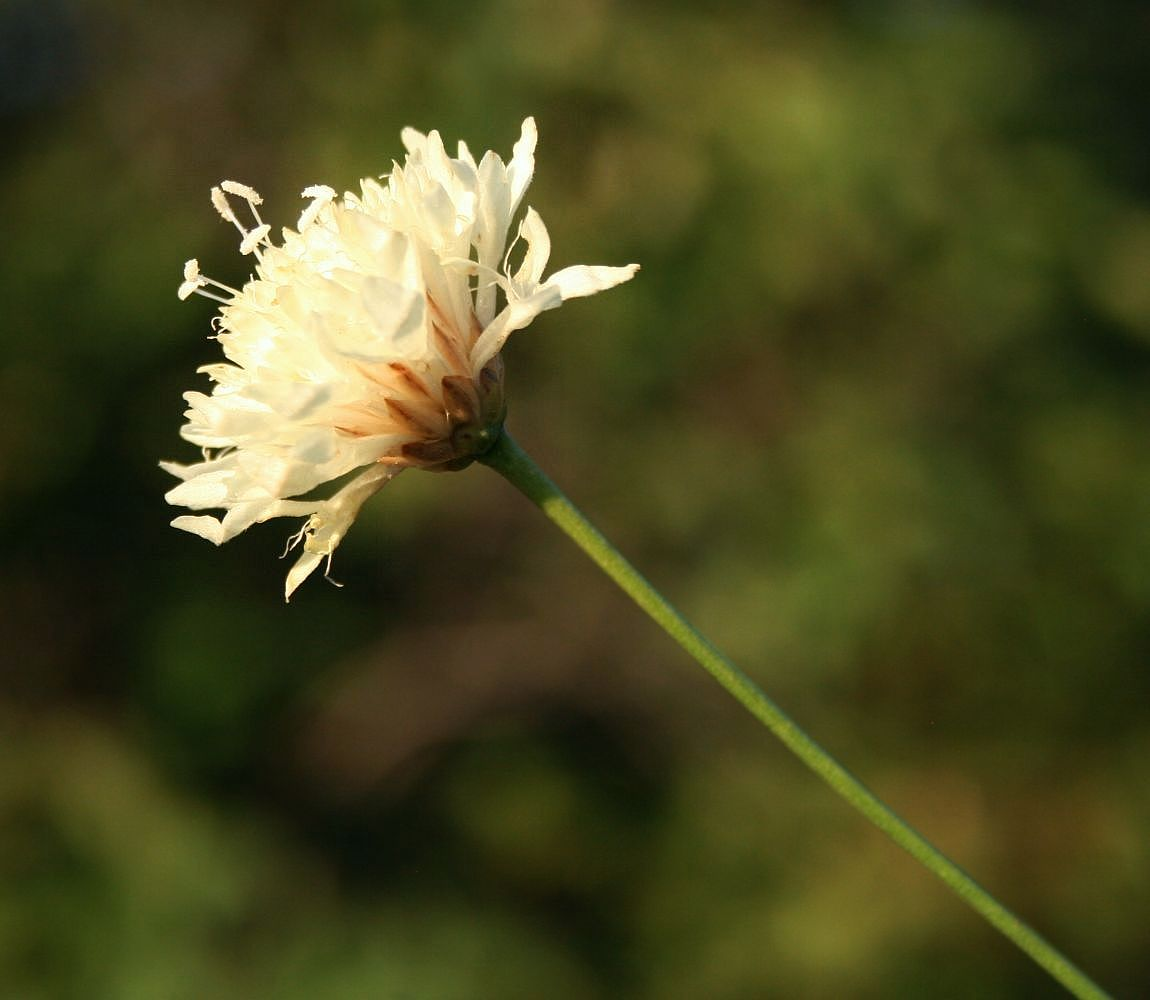
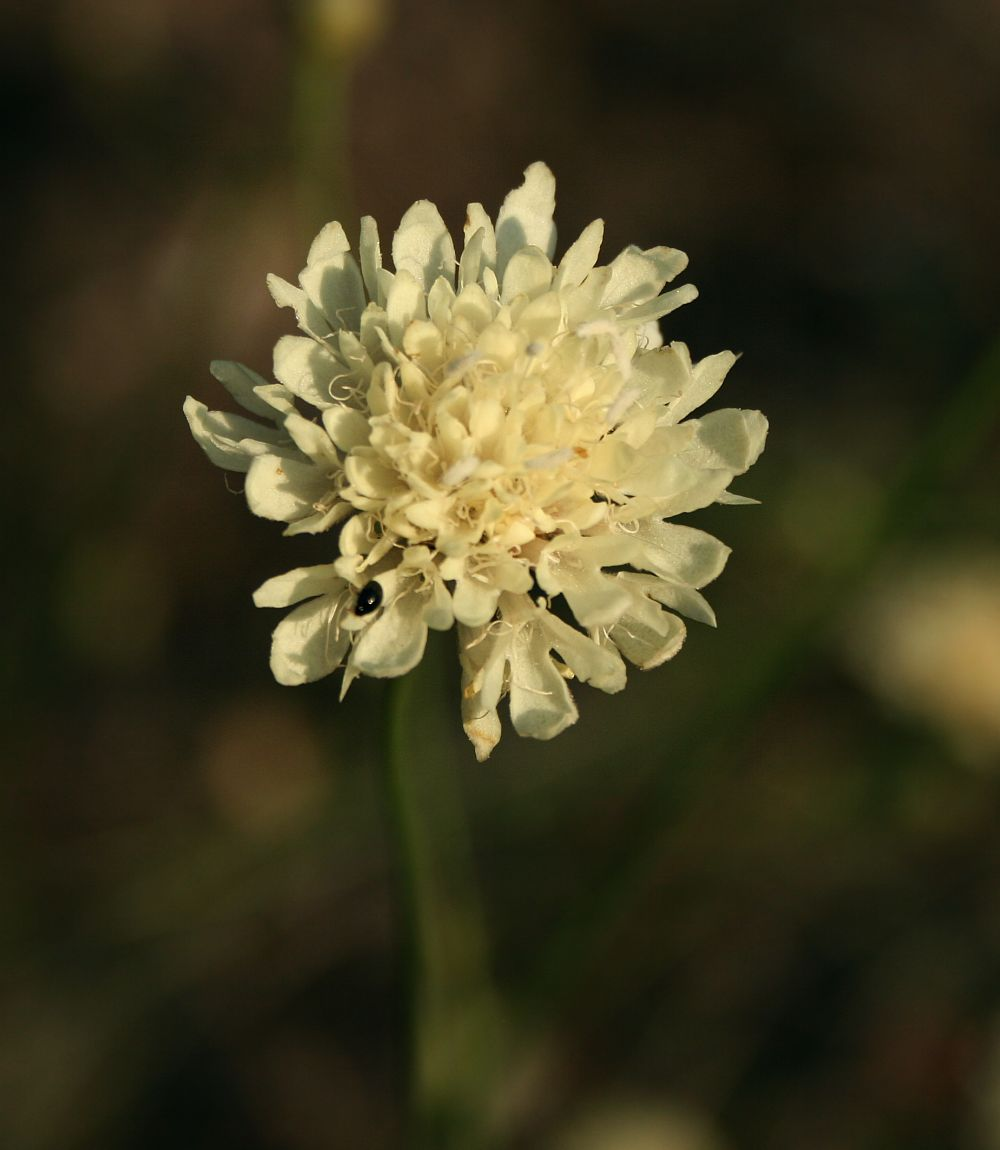
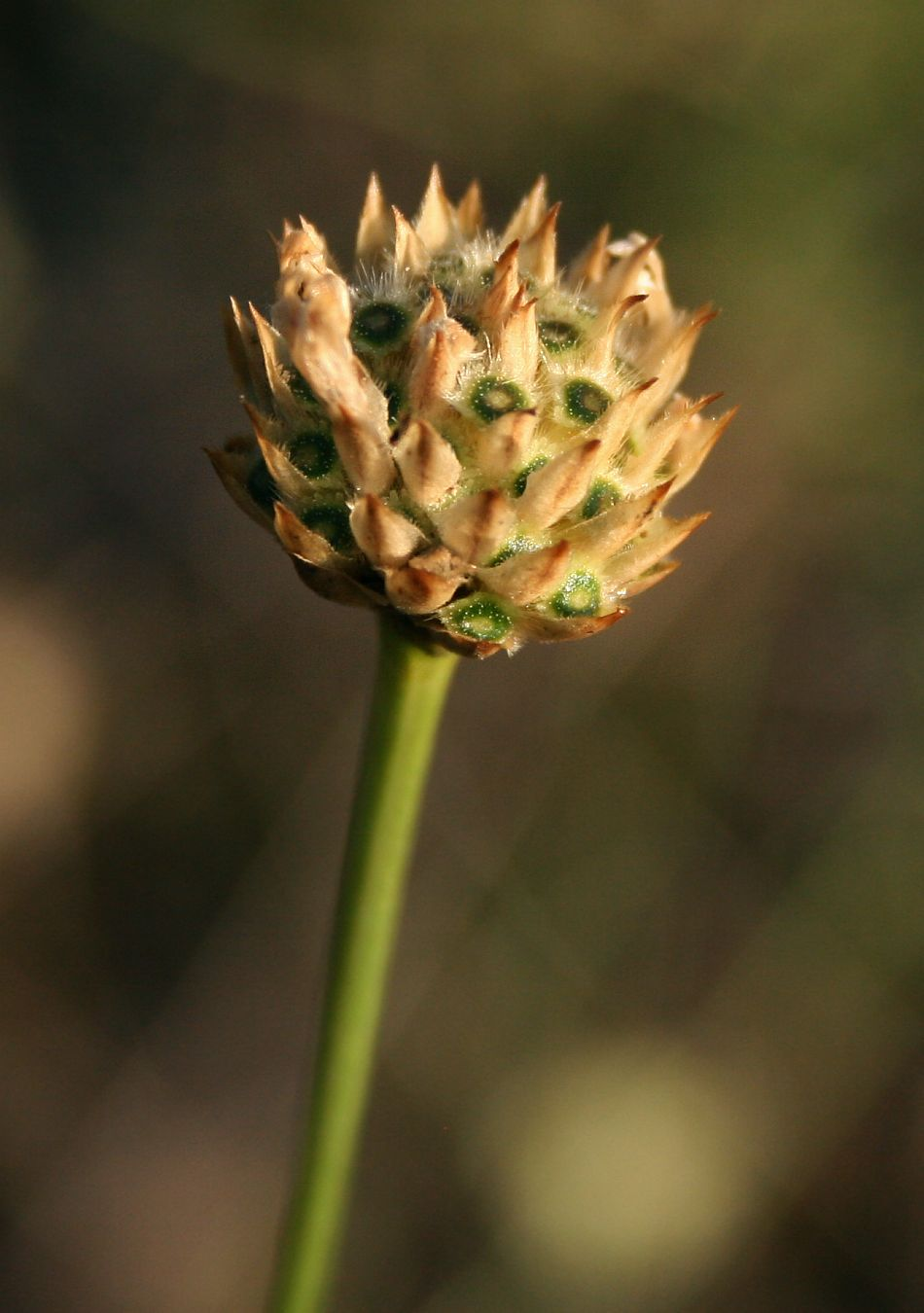
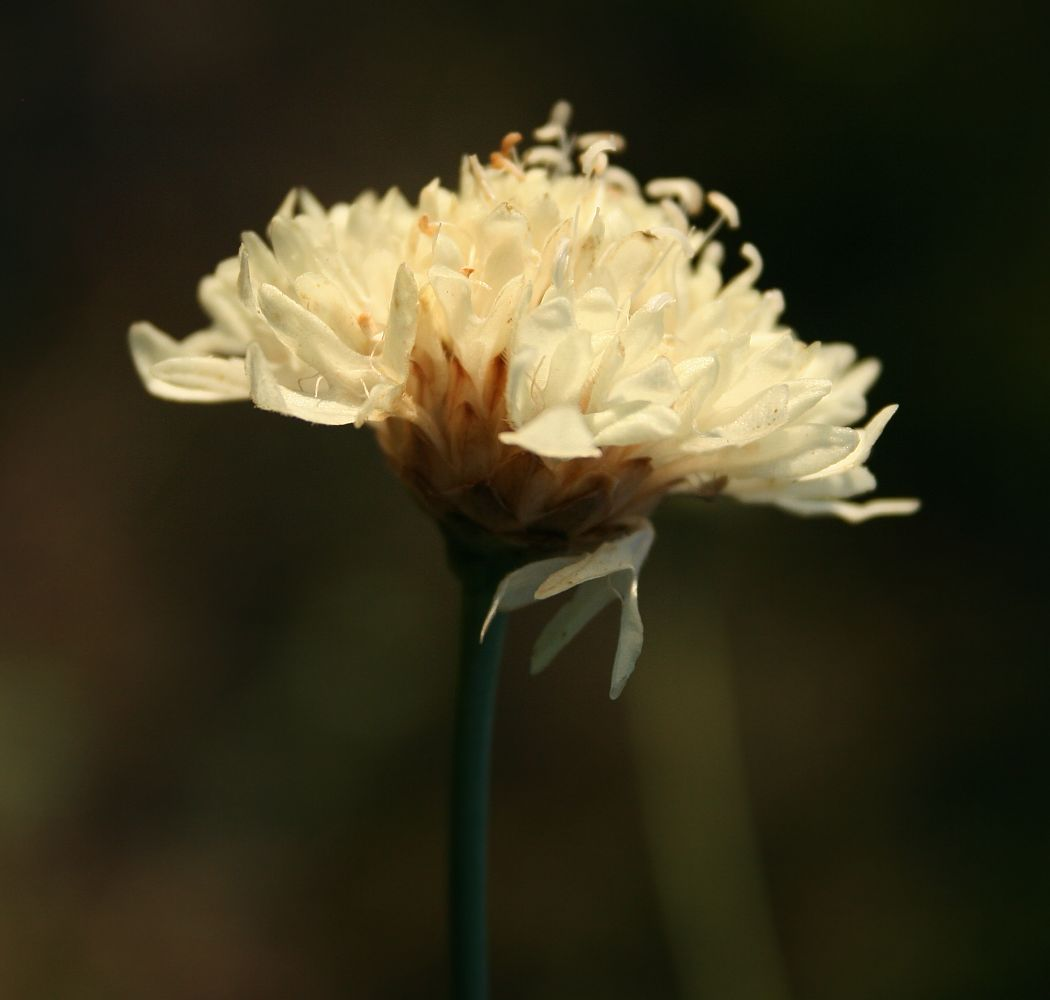